# Les Eaux de Saint-Ronan
Les Eaux de Saint-Ronan (en anglais, Saint Ronan's Well ) est un roman de mœurs de l’auteur écossais Walter Scott, paru le 27 décembre 1823 sous le pseudonyme The Author of Waverley, Quentin Durward, etc.
Satire de la faune hantant une ville d'eaux, il offre une galerie de portraits particulièrement incisifs. C'est le roman de Scott qui s’éloigne le plus du genre historique : son intrigue n’est pas liée à un événement de portée nationale, et c’est le seul qui se déroule au XIXe siècle. On y trouve cependant le thème — récurrent dans les romans de Scott — d’une aristocratie inconséquente à laquelle un bourgeois industrieux et réaliste donne la leçon.

## Genèse

### Sources et influences
Des faits divers auraient inspiré Scott. Parmi les influences littéraires, on peut retenir celle des Rivaux de Sheridan, celle de L'Orpheline de Thomas Otway et celle de pièces de Shakespeare (le chapitre XX contient de nombreuses allusions au Songe d'une nuit d'été).
Selon Bompiani et Laffont, « la toile de fond fait songer aux romans de Jane Austen ». Scott admire la romancière de longue date. Il peut avoir été tenté de la rejoindre sur son terrain. Dans l'introduction de 1832, il affirme avoir cherché dans ce roman de mœurs contemporaines à diversifier sa production, non à rivaliser avec les auteurs à succès du genre — et surtout pas avec les femmes, qui se distinguent particulièrement dans cette veine. Et de vanter le talent de Fanny Burney (Evelina, paru en 1778), de Susan Edmonstone Ferrier (en) (Marriage, paru en 1818), de Maria Edgeworth, de Jane Austen et de Charlotte Turner Smith.
Pour ce qui est des fats et des beaux esprits, Scott trouve habituellement des modèles dans les pièces de Dryden, d'Etheredge, de Cibber, de Congreve et de Vanderburch.

### Écriture
Le 7 janvier 1823, paraît Peveril du Pic. Le 3 mai, Scott termine Quentin Durward. Le 13, l'éditeur Constable apprend qu'il vient d'écrire en une quinzaine de jours la moitié du premier volume des Eaux de Saint-Ronan. Le 17, quatre mois seulement après Peveril du Pic, paraît Quentin Durward. Mais, en Écosse comme en Angleterre, les ventes de ce dernier vont longtemps rester très décevantes,,. Les éditeurs en viennent à craindre que le marché des romans de Scott ne soit saturé. L'auteur accepte de ralentir son rythme de production. Les trois volumes des Eaux de Saint-Ronan sont terminés à la mi-octobre. On ignore pourquoi il n'est confié aux imprimeurs qu'en décembre. Mark Weinstein se demande si ce retard n'est pas dû à un désaccord entre l'auteur et les éditeurs sur la fin du récit…

### Publication
Saint Ronan's Well (Les Eaux de Saint-Ronan) paraît en trois volumes le 27 décembre 1823 (la date figurant sur la page de titre est 1824) sous le pseudonyme The Author of Waverley, Quentin Durward, etc., à Édimbourg, chez Archibald Constable and Co. Il paraît à Londres chez Hurst, Robinson and Co..

## Dates et lieux du récit

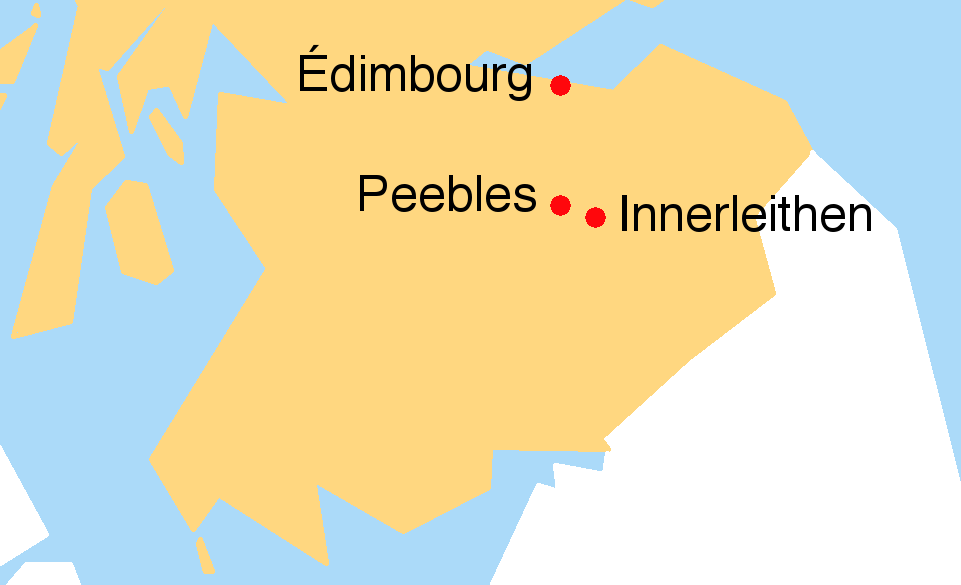
Selon la tradition, le Saint-Ronan du livre serait Innerleithen, au sud de l'Écosse. Marchtorn, la fictive ville voisine, pourrait être Peebles.

C'est le seul livre de Scott dont l'action se passe au XIXe siècle. Au dire de l'auteur, elle se situerait vers 1803. Pour Mark Weinstein, les allusions à la guerre péninsulaire la placeraient plutôt entre 1809 et 1812.

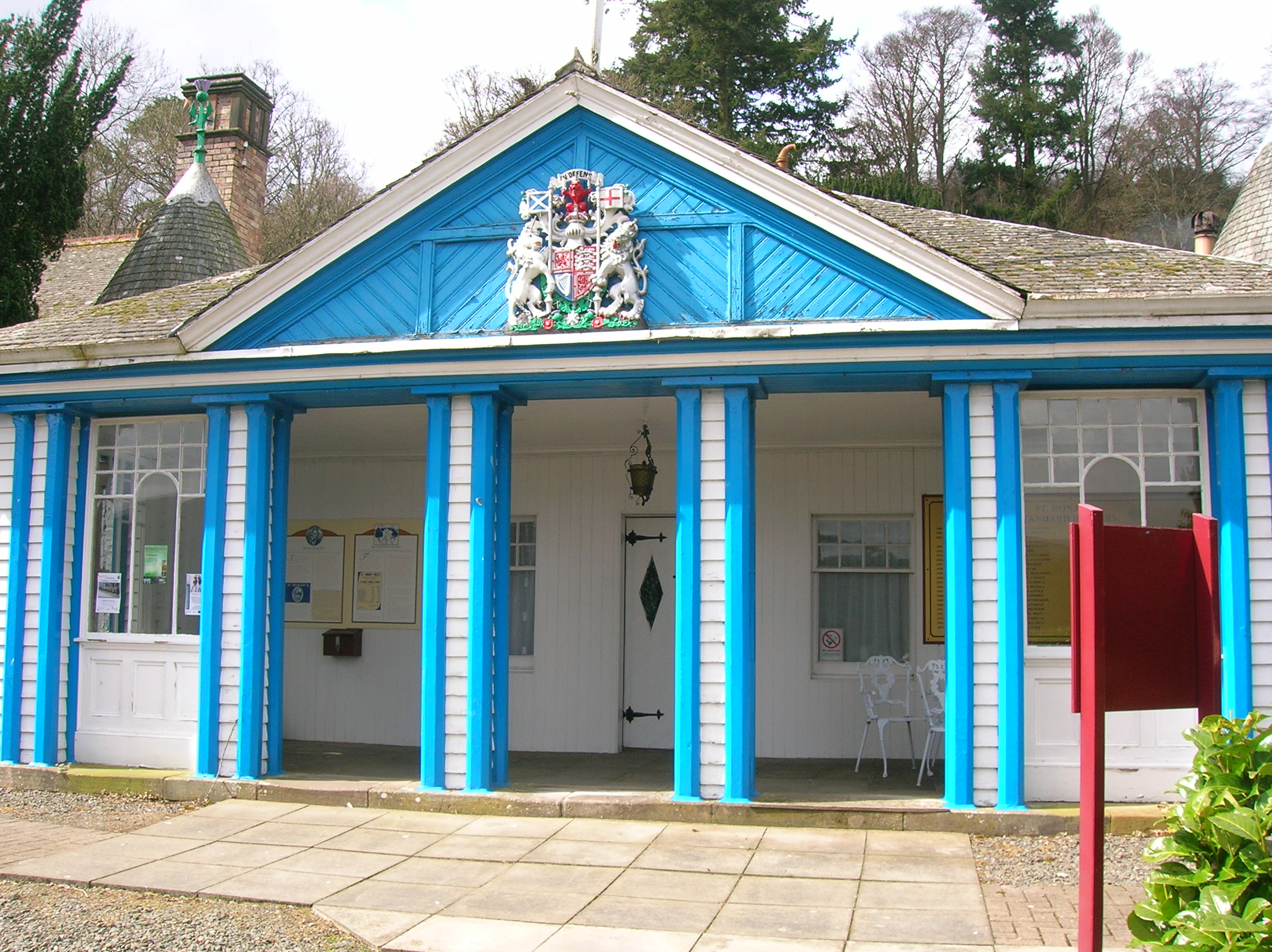
Innerleithen.

La tradition veut que Saint-Ronan soit inspiré d'Innerleithen, ville d'eaux de l'ancien comté de Peebles (aujourd'hui district de Tweeddale, au sein des Scottish Borders), au sud-est de l’Écosse. La parution du livre y suscite un afflux considérable de touristes.

### Les deux villages de Saint-Ronan
Dans le roman, deux « territoires ennemis » s'affrontent…
- Le vieux village de Saint-Ronan, où se trouve l’auberge de Meg Dods. Il est situé à environ quatorze miles de la principale ville du comté, ville que Scott désigne sous le nom de Marchtorn (qu'on peut imaginer être Peebles).
- Le nouveau village qui vient de surgir près de la source (une « vieille mare », selon Meg Dods). On l'appelle « les eaux de Saint-Ronan » ou « le nouveau Spa » ou « le village de la Source ». On y a bâti une auberge, cérémonieusement appelée Hôtel de la Tontine ou Hôtel du Renard, qui a capté toute la clientèle de Meg. On trouve là du « beau monde », de jolies dames, des tables de jeu, des originaux, des violons, des danses joyeuses, des élégants et des bas-bleus, des peintres et des amateurs, des auteurs et des critiques…

## Les deux versions du livre
Ayant lu la première partie du manuscrit, les éditeurs exigent de Scott un remaniement du récit, d’où un manque d’unité et des passages obscurs. Le texte initial de Scott est restauré en 1995 dans l'édition des Waverley Novels de l'Américain Mark Weinstein. Il n'existe pas de traduction en langue française de cette édition.

### Résumé de la version remaniée, imprimée en 1823

#### Arrivée de Frank
Après sept années d'absence, l'Anglais Frank (Francis) Tyrrel revient en Écosse dans le vieux village de Saint-Ronan. Il prend pension à l'auberge. Non loin de là, on a prêté des vertus médicinales à une source, au point de faire naître un second village, « le nouveau Saint-Ronan », où végète une société d'oisifs. Apprenant que Frank est dessinateur, les précieux de l'endroit l'invitent à dîner à l'hôtel du nouveau village. Frank n'y trouve qu'« une réunion de brutes et de fous ». Un incident l'y oppose à l'imbécile sir Bingo.
Le jeune homme est surtout préoccupé de revoir Clara, la sœur de John Mowbray, laird de Saint-Ronan. Il réussit à lui parler. Ils se sont connus sept ans plus tôt, et tentent d'oublier une passion sans issue. Frank découvre avec surprise que l'esprit de Clara est par moments dérangé.
Peu après, Frank reçoit un cartel de sir Bingo. Mais, au jour dit, il ne se présente pas au duel, et reste introuvable.

#### Arrivée d'Etherington
Le petit monde des eaux s'entiche d'un nouveau venu, un jeune Anglais, l'élégant comte d'Etherington. Celui-ci se lie avec John Mowbray, joueur comme lui. Etherington lui demande en mariage Clara, qu'il n'a jamais vue. Il explique qu'un grand-oncle original lui lègue le grand et magnifique domaine de Nettlewood, à la condition qu'il épouse une Mowbray de Saint-Ronan. Mowbray, qui a de gros soucis d'argent, est favorable à cette union. 
Ce que tout le monde ignore, c'est qu'Etherington a un demi-frère, plus âgé que lui, et que ce demi-frère n'est autre que Frank Tyrrel. Ce dernier, se rendant à son duel contre sir Bingo, a rencontré par hasard Etherington. Les deux frères se sont affrontés au pistolet. Etherington a été blessé. Frank l'a sans doute été, lui aussi, mais Etherington ignore ce qu'il est devenu.

#### La bévue du révérend Cargill
Une fête costumée a lieu au château des Mowbray. Le révérend Cargill, ministre du vieux village, réputé pour ses distractions, commet une bévue considérable. Il rencontre une colporteuse de ragots qui porte le châle de Clara. Croyant avoir affaire à celle-ci, il dit être dépositaire d'un secret la concernant. Indigné, il ajoute qu'elle commettrait un crime en épousant le comte. L'instant d'après, il se trouve nez à nez avec Etherington, en qui il reconnaît immédiatement un certain Valentin Bulmer.

#### Confidences d'Etherington
Etherington-Bulmer donne à un fidèle ami, le capitaine Jekyl, sa version de ce qui s'est passé quelques années plus tôt. Son père, le cinquième comte d'Etherington, le considérait comme son héritier, Frank étant fils illégitime. Bulmer cependant nourrissait quelques craintes que leur père n'en vienne à inverser la légitimité. Le comte les avait envoyés tous deux étudier en Écosse. Frank s'y était épris de Clara. Il avait résolu de l'épouser en secret. C'est alors que Bulmer apprit de son père la clause du testament du grand-oncle. Et le père, vivement intéressé par la réunion de son propre domaine à celui de Nettlewood, se montrait fort intéressé par cette alliance avec la famille Mowbray. Ce qui conduisait à penser qu'il pourrait accueillir d'un œil favorable l'annonce d'un mariage secret de Frank, et qu'il pourrait léguer à ce dernier son titre et sa fortune.
Alarmé, Bulmer organisa la cérémonie à l'insu de Frank et, profitant de l'obscurité de l'église, prit la place du marié. Il épousa donc Clara non par passion, mais par « vil intérêt ». Le ministre Cargill fut entièrement abusé. Deux complices furent témoins de la scène : Solmes, domestique de Bulmer ; et la cousine de Clara, Hannah Irwin, subjuguée par Bulmer. Frank, informé, se battit contre son frère, qui fut gravement blessé. Quant à Clara, lorsqu'elle apprit la mystification, elle en fut fortement choquée. Finalement, les deux frères conclurent un arrangement en deux points : ils allaient se séparer pour toujours, et renoncer tous deux à Clara.
Sept ans plus tard, ayant appris que Tyrrel œuvrait à faire reconnaître sa légitimité, Etherington-Bulmer est revenu en Écosse : il veut épouser officiellement Clara, pour mettre la main sur le beau domaine du grand-oncle.

#### Arrivée de Peregrine Touchwood
Guéri de sa blessure, Frank réapparaît au vieux village. Dans un nouveau pensionnaire de l'auberge, il reconnaît Peregrine Touchwood, un négociant qui l'a tiré d'embarras un an plus tôt, à Smyrne.
Frank reçoit la visite du capitaine Jekyl, qui a accepté de jouer un rôle de médiateur entre les deux frères. La proposition de Bulmer est simple : que Frank renonce à Clara, et qu'il déguerpisse. Mais Frank apprend à Jekyl que, sur son lit de mort, son père a reconnu sa légitimité, qu'il a fait de lui l'héritier de son titre et de sa fortune. Son acte de naissance et autres pièces constatant ses droits sont déposés dans une maison de commerce, à Londres. Frank avance une contre-proposition : il laisse titre et fortune à Bulmer si le misérable renonce à Clara (et, par conséquent, au domaine de Nettlewood).
En une soirée de jeu, Bulmer ruine totalement Mowbray. Pour comble d'infortune, des bruits injurieux parviennent aux oreilles de ce dernier : une femme médisante aurait déclaré que Clara « n'était pas tout à fait ce qu'elle devrait être ». Au château, Clara laisse entendre à son frère qu'elle mérite bien que l'on dise du mal d'elle, ne fournissant pas plus d'explications, laissant Mowbray imaginer ce qu'il veut. Mowbray la frappe. Il veut la poignarder, mais il réussit à se contenir. Puis il exige d'elle qu'elle épouse Etherington. Clara tente de s'expliquer à ce sujet. Il l'en empêche. Épouvantée, elle se retire dans sa chambre, et le malentendu persiste donc sur la faute qu'elle aurait commise.
C'est alors que le négociant Peregrine Touchwood surgit au château. Il éclaire enfin Mowbray. Il lui parle du vieux Ronald Scrogie, le grand-oncle des deux demi-frères. Lui-même, Peregrine S. Touchwood, né Peregrine Scrogie, est le fils de Ronald Scrogie. Et c'est dans sa maison de commerce, à Londres, que sont déposées les preuves de la légitimité de Frank Tyrrel.
Il se propose de payer la dette de jeu de Mowbray. Il lui révèle ensuite la machination du mariage secret, que le ministre accepta de célébrer parce qu'on lui avait fait croire que Clara avait fauté, ce qui n'était que calomnie. Clara est parfaitement innocente, et les bruits qui la poursuivent sont sans fondement.

#### Hannah Irwin
Le lendemain, au réveil, on s'aperçoit qu'elle a disparu de sa chambre. Partie en pleine nuit à la recherche de Frank, elle a été attirée par la lumière du presbytère.
C'est là qu'est soignée Hannah Irwin, complice et témoin du mariage frauduleux. Hannah, tombée dans la misère, est venue finir ses jours à Saint-Ronan, rongée par le remords. Voulant décharger sa conscience avant de mourir, Hannah raconte tout au ministre. Clara surprend cette confession, ce qui finit de troubler sa raison. Elle pardonne à Hannah, qui meurt peu après. Clara trouve Frank à l'auberge. Elle tente de l'engager à fuir avec elle, pour éviter qu'ils ne soient tués tous deux par Mowbray. Elle est alors prise de violentes convulsions, et meurt quelques heures plus tard.
Mowbray provoque Bulmer en duel et le tue. Il part servir contre les Français, dans la péninsule Ibérique, en compagnie des deux témoins du duel.
Touchwood envisage de faire de Frank son héritier. Mais celui-ci, l'apprenant, quitte le pays. La rumeur prétend qu'il est entré dans une mission de frères moraves. En Espagne, Mowbray s'est amendé. Il est devenu économe.

### Différences avec le premier manuscrit
Dans la version ci-dessus, les événements qui se sont déroulés sept ans plus tôt sont évoqués en deuxième partie du livre. Dans le premier manuscrit, ils constituent le début du récit : Frank Tyrrel et Clara ont une liaison amoureuse, mais Clara vit mal cette situation, et donne des premiers signes de maladie nerveuse ; Frank promet de l'épouser, etc.
John Lockhart, le gendre et biographe de Scott, dit que le point qui préoccupait les éditeurs était la consommation du mariage frauduleux de Clara et de Valentin Bulmer. Pour Mark Weinstein, rien n'indique dans le manuscrit original que ce mariage ait été consommé. La pierre d'achoppement serait plutôt le fait que Clara et Frank Tyrrel entretenaient des relations sexuelles avant mariage. Les éditeurs auraient jugé inopportun de présenter aux lecteurs une jeune fille de leur classe ayant fauté. Dans la version imprimée, les rapports sexuels avant mariage de Clara deviennent « basse et grossière calomnie ».

## Personnages

### Personnages du présent
Comme bon nombre des romans de Scott, Les Eaux de Saint-Ronan fait vivre une centaine de personnages…
- Josiah (Joseph) Cargill, Écossais, vieux et maigre ministre presbytérien du vieux village de Saint-Ronan. Fils d'un petit fermier du sud de l'Écosse. Selon la tradition de sa famille, il serait apparenté au fameux covenantaire Donald Cargill (en). Dans l'automne de sa vie. De faible constitution. Un caractère paisible et réfléchi. Pur, simple et timide. Aimable, indulgent. Contemplatif. Mais, doué d'une imagination romanesque, il est un peu enthousiaste. Du talent pour le dessin. Zélé dans son ministère. Très charitable, il se laisse vider les poches par les vauriens et les fainéants. Victime dans sa jeunesse d'une passion malheureuse, il baigne depuis dans une mélancolie rêveuse. Il trouve un dérivatif dans l'étude forcenée, ne vivant plus que pour lui-même et ses livres. Ses recherches abstraites, métaphysiques ou historiques ont pour but des objets plus curieux qu'utiles, et il est « devenu stupide à force de science[16] », selon Meg Dods. Touchwood le considère comme un homme sensé, bien que sobre et affligé de la passion des livres. Le ministre a contracté les habitudes bizarres du solitaire studieux : habillement négligé, manières ridicules, distraction, irritabilité. Mais, lorsqu'il a quelque devoir à remplir, il redescend immédiatement sur terre, redevient plein d'intelligence, de sang-froid et de résolution.
- Meg (Margaret) Dods, ou Meg Dorts (« la criarde »), ou « la femme », ou « la vieille sorcière ». Écossaise, célibataire. Tenancière dans le vieux village de Saint-Ronan d'une auberge surnommée l’Auberge du Croc. Un caractère aigre et absolu. Aussi obstinée qu'un pacha à trois queues, selon Touchwood. Despotique, revêche, acariâtre. Une voix qui porte. Des ongles redoutables. Met en déroute le terrible capitaine MacTurk à coups de balai sur la tête. Les bizarreries de son caractère sont « comme une rouille superficielle », qui n'altére « ni la bonté de son cœur ni l'énergie de son caractère ». Un courage naturel. De la résolution. Ses prix sont modérés, ses vins de grande qualité ; sa chère est excellente, son linge d'une propreté irréprochable.
- Penelope Penfeather, précieuse ridicule, « vestale d'un certain âge », « dame vaporeuse du haut rang », mondaine prétentieuse. Fille d'un comte de communion épiscopalienne. Vieille fille rendue indépendante par une succession recueillie d'une parente. Digne, affectée. De grands airs. Le temps n'a pas respecté des traits qui n'ont jamais été très remarquables. Mistress Blower estime qu'il faudrait lui passer un fer sur le visage pour rabattre les rides. Médiocre, mais des prétentions au goût. Une imagination féconde. S'étant persuadée avoir été guérie d'une maladie imaginaire en buvant l'eau de la source, elle met à la mode les eaux de Saint-Ronan. Elle y devient la directrice suprême des modes. Elle réunit autour d'elle peintres, poètes, philosophes, savants, professeurs de sociétés littéraires, aventuriers étrangers… Peu scrupuleuse sur le choix de sa compagnie. Rompue à la vie en société, elle sait quand parler et comment se taire — en paraissant briller d'intelligence. Ce n'est que lorsqu'elle cherche à paraître très spirituelle (ce à quoi, l'âge venant, elle cède plus souvent) que l'on découvre qu'elle est sans esprit. Une malignité naturelle. Aussi vindicative qu'elle est sotte, selon Etherington. Vieille extravagante et langue de vipère, selon Mowbray. Dit constamment du mal de tout le monde, en dénonçant des défauts qui sont précisément les siens. Indiscrète. Affirme bien haut ne pas être femme à répandre des bruits scandaleux, ce qu'elle est pourtant. Selon Mowbray, elle ne serait qu'une femme pétrie d'envie, de cupidité et d'égoïsme, au cœur dur comme un caillou, « couvert d'un beau vernis de goût et de sensibilité ». Un bon cœur pourtant, mais une humeur bizarre et fantasque. Des principes, mais trop inconsidérée pour que ses principes l'emportent sur ses caprices. Compatissante et généreuse, à condition qu'il ne lui en coûte ni embarras ni contrariété. D'une bonté pleine d'ostentation et d'avarice, elle s'adonne avec mesquinerie à la charité : elle ne va pas plus loin que la pièce de six pence, en détournant la tête de dégoût ; et, dans les cas les plus graves, l'argent ne doit en aucun cas provenir de sa bourse. Mais elle dispense généreusement aux misérables des reproches concernant l'ordre et la propreté — puis déplore « l'affreuse ingratitude du pauvre ».
- John Bindloose, clerc du shériff du comté, banquier à Marchtorn. Vieux garçon, « bien arrondi dans tous les sens ». Banquier et homme d'affaires de Meg Dods, qui le considère comme un vieux fou de radoteur.
- Frank (Francis) Tyrrel, Francie Tirl pour Meg Dods. De 25 à 30 ans, dessinateur. Fils d'un Anglais et d'une Française. A voyagé en Europe et en Asie. Grave, résolu. Du bon sens. Du sang-froid. De la sagesse. Un état habituel d'indifférence. Paisible, patient, tranquille, maître de lui-même, il devient fougueux et emporté quand la passion l'excite. Préfère la pêche à la chasse.
- Lord Etherington, comte, juge de paix, membre du Parlement d'Angleterre. Un des plus beaux hommes d'Angleterre, élégant, très à la mode. Affable, nonchalant. Une belle taille, la démarche fière, majestueuse, et en même temps pleine d'aisance. Un caractère très accommodant, une gaieté imperturbable. Libertin. Possède mieux que personne en Angleterre l'art de faire bonne mine à mauvais jeu. Duelliste, joueur hardi et heureux, il a beaucoup de sang-froid et de jugement quand il lui plaît d'en faire usage. Un degré au-dessus de Mowbray dans la société : il appartient à tous les grands clubs, les Superlatifs, les Inaccessibles… Né Francis Tyrrel, comme son père et son demi-frère, mais sommé un jour par son père de porter le nom d'un aïeul maternel, Valentin[17] Bulmer. Il a hérité de sa mère d'un patrimoine considérable, qu'il a presque réduit à néant. Il entend déposséder Frank du titre et de la fortune des Etherington. Faux, perfide, scélérat dénué de principes, esprit infernal, aventurier dissipateur, hypocrite sans égal, selon Frank. Noir démon, selon Hannah Irwin. Misérable, homme méprisable sous tous les rapports, selon Touchwood. La haine que lui voue Clara le pique au point de lui faire éprouver « une sorte d'amour haineux ». Il en vient à penser à elle comme s'il voulait deviner une énigme. Il trouve ses caprices si divertissants qu'il lui semble quelquefois qu'il l'aime, « par pur esprit de contradiction[18] ».
- John Mowbray, laird de Saint Ronan, Écossais. Allié intime de sir Bingo. A été dans sa jeunesse « un être bien étrange, bien inconsidéré, bien dérangé, un sgherro insigne[19] ». Excellent tireur, comme Etherington. N'a jamais lu ni Prior ni Shakespeare, ce dont il remercie le Ciel. Enfant gâté, habitué à voir contenter toutes ses fantaisies. Ce qu'il appelle son honneur n'est autre que son intérêt. Égoïste, fat, orgueilleux, présomptueux. Raide, des manières affectées. Ni jugement ni prudence. Vif, impétueux. Irritable et vindicatif. Aime sa sœur autant qu'il est capable d'aimer autre chose que lui-même. Clara le trouve bon, bien que parfois un peu sévère (lorsqu'elle est gaie ou lorsqu'elle parle trop). Inconséquent, prodigue, « dissipateur inconsidéré de sa propre fortune et de celle des autres[20] », selon maître Bindloose. A contribué à la débine familiale en aliénant à rente féodale le terrain entourant la source de Saint-Ronan. En faisant cette vente, il encourt une déchéance : si Clara, sa sœur, se marie, elle — ou son mari — peut l'évincer de Saint-Ronan. Bien qu'il soit (selon Micklewham) « toujours du nombre des perdants », il compte se refaire par le jeu. S'imaginant supérieur à lord Etherington (dans lequel il ne soupçonne pas un joueur de toute première force), il se propose de le dépouiller. Il finit totalement ruiné.
- Clara Mowbray, dite « la dame noire », 23 ans, sœur de John. Aimable et spirituelle. Bien des gens la trouvent jolie mais, excessivement pâle, elle semble un être venant de l'autre monde. Une mère décédée, un père chasseur, un frère absent : pour toute éducation, elle a puisé dans une bibliothèque de vieux romans. Elle peine à se concentrer. Dessin, musique, broderie, elle a des talents agréables, un esprit orné, mais peu de suite dans les idées : elle commence avec zèle, exécute avec goût et laisse inachevé. Farouche. Costume, manières, idées : elle n'est nullement disposée aux concessions lorsqu'elle s'aventure en société. « Un peu volontaire », selon son frère. Sarcastique à l'égard de lady Binks. Elle hait lord Etherington. Elle pense que son frère l'aime, aussi l'aime-t-elle. Un caractère fort étrange, une sorte de confiance en elle-même qui peut passer pour de l'effronterie. Des sentiments élevés, mais « un peu singulière, un peu fantasque ». Le désordre règne dans son esprit. À des accès de légèreté succèdent de très longs intervalles de tristesse. Et ses bizarreries ne sont pas affectées comme celles de lady Penelope, elles sont bien réelles. « Pas tout à fait comme tout le monde », selon le procureur Micklewham. L'« esprit un peu affaibli », selon le capitaine Jekyl. « Il y a là quelque chose qui ne va pas bien », dit Touchwood en se touchant le front. Un cerveau dérangé, une petite touche d'affection nerveuse, d'hypocondrie, selon le docteur Quackleben. Meg Dods subodore que le cœur est plus malade que la tête.
- Bingo Binks, jeune Anglais, baronnet de Bloc-Hall. Allié de Mowbray, qu'il déteste autant qu'il le craint. Mais en rébellion ouverte contre lui, depuis peu. Butor gros et grossier, balourd. Une démarche lourde et gauche. Courtise volontiers les flacons. À force d'étude et de patience, il est « presque parvenu à se donner la plus désirable de toutes les tournures, celle d'un palefrenier du comté d'York[21] ». Esprit bas et étroit. Ni tact ni bon sens. Peu de délicatesse, peu de jugement. Sait à peine écrire. Excellent tireur. A pris des leçons de boxe. Tremble comme un enfant devant ses parents, bien qu'il ne suive jamais leurs bons avis. S'étant laissé épouser, il n'ose plus retourner dans sa famille. Lent et irrésolu quand il s'agit de prendre un parti violent. Il n'est pas précisément un poltron, mais il ne se bat que lorsqu'on le pousse à bout. À jeun, il manque de courage, et réprime son caractère querelleur. Ivre, il sent « une sorte de courage » enflammer sa malignité[22].
- Lady Binks, née Rachel Bonnyriggs, Écossaise, épouse de sir Bingo. « Belle mais sombre idole » : un éternel air de mauvaise humeur la rend moitié moins jolie. Bien faite. De longues jambes, un embonpoint présentant « d'heureux contours[23] ». Avant son mariage, elle affiche des manières libres et inconséquentes, elle danse la fling des Highlands la plus vive, monte le cheval le plus fougueux, rit très fort d'une plaisanterie très crue, porte le jupon très court. Mais cette « humeur étrange, masculine, et presque folle » n'est que comédie, pour satisfaire au goût de sir Bingo et s'en faire épouser. Et cette comédie la rend malheureuse, car elle est en réalité passionnée, ambitieuse, réfléchie. Cependant, elle est dépourvue de délicatesse, sachant parfaitement que celui qu'elle convoite n'est qu'une brute stupide. N'ayant pas oublié les mépris de certaines femmes avant son mariage, elle se montre à présent pleine de réserve et de hauteur, fait valoir son rang avec des airs de domination tyrannique, se livre à un étalage de luxe et de magnificence dans la toilette et dans les équipages, cherchant à se montrer « riche et splendide plutôt qu'élégante[24] ». Elle souffre d'éprouver tant de dégoût pour le manque de bon sens de sir Bingo. Elle souffre d'être l'épouse d'un homme « bafoué dans le monde et la dupe des aigrefins ». Elle lui garde de la rancune pour avoir tant différé d'annoncer publiquement leur mariage (il ne l'a fait que sous la menace d'un duel). Elle est en outre ulcérée de ne pouvoir s'installer dans le château de son époux. Elle le hait. Elle semble vouloir s'intéresser à d'autres. En tout cas, elle est déterminée à se jeter à la tête de lord Etherington pour donner de la jalousie à son mari, moyen le plus efficace de le tourmenter, et elle s'en applaudit « avec le plaisir barbare qu'éprouve un cocher de fiacre quand il trouve sur la peau de ses pauvres rosses quelque écorchure sur laquelle ses coups de fouet sont appliqués avec plus d'effet[25] ».
- Nelly Trotter, dite « Nelly la Trotteuse », marchande de poisson. Vit à Scate Raw, village du bord de mer. Aime à boire un petit coup.
- Les membres du comité d'administration du nouveau village :
  - Docteur Quentin Quackleben, l'homme de la médecine, médecin complaisant ayant officialisé les vertus bienfaisantes de l'eau de la source. Diplômé de l'université de Leyde. Plus de science que de clients. Élu médecin en chef des eaux et « déclaré savant par acclamation ». En autorité réelle, premier membre du conseil d'administration. « Monstre d'avarice » selon lady Penelope (qui rivalise avec lui sur ce point), il refuse de se rendre au chevet des mourants qui ne peuvent payer. La dame de ses pensées est mistress Blower. Il lui sourit d'un air galant et roucoule autour d'elle « avec la grâce que déploie le coq d'Inde auprès de sa poule ».
  - Philip Winterblossom, de Silverhead, l'homme de goût, vieux beau, excellent joueur de whist, fat et suranné. Président perpétuel de la table d'hôte de la source de Saint-Ronan, il le cède peut-être au docteur en autorité réelle. A perdu en grande partie sa fortune et sa santé dans sa jeunesse dissipée. « Égoïste adroit et sensuel », sous un « vernis de complaisance ». Grave, affecté, une exactitude diplomatique. Ne possède ni chaleur d'âme ni élévation de sentiments. Il a du goût en musique et en peinture, mais un goût « sec et technique ».
  - Saunders Micklewham (« Mick », pour Mowbray), l'homme de loi, vieux procureur de province, taille épaisse, grosse voix, visage écarlate. Bailli du vieux village de Saint-Ronan. Pas assez de sang noble dans ses veines « pour donner à souper à une puce ». Conseiller, homme d'affaires, ami de Mowbray. Intolérant, absolu dans ses opinions. Casuiste de haute volée.
  - Hector MacTurk, l’homme de paix, Highlander. Capitaine à demi-solde au 32e régiment, il ressemble à un hareng sec de Hollande. Une fierté taciturne. Poli, précis en paroles. Arbitre des petites querelles quotidiennes. En réalité, la moindre apparence d'une dispute l'exalte, et l'attire sur les talons d'une des parties pour envenimer les choses. Par suite d'une inconséquence de caractère, cet officier distingué, homme plein d'honneur, fait « toutes ses délices » de traîner ses amis par les oreilles à de dangereux duels où il joue le rôle d'arbitre, « ce qui, suivant l'idée qu'il se formait du code de l'honneur, était indispensable pour rétablir la paix et la cordialité[26] ». Éminemment susceptible. Excellent tireur, il est toujours prêt à se battre contre n'importe qui. Alors qu'il est témoin de sir Bingo dans un duel, il s'en faut de peu qu'il ne prenne la place de l'adversaire. Intrépide buveur de whisky, surtout sous la forme de toddy (sorte de punch au whisky). Mange des poireaux avec son fromage.
  - Simon Chatterly, l'homme de religion, jeune et doux ministre épiscopalien. Joue de la flûte. Sait parfaitement le grec. Propose des charades et devine des énigmes. D'une politesse achevée avec les dames. Selon Meg Dods, il joue aux cartes, danse six jours de la semaine, et le septième fait la prière dans la salle du bal.
- Michel Meredith, l'homme de joie, bouffon chargé de composer des chansons. Fonctionnaire. Craignant la colère du capitaine MacTuck qu'il a brocardé, il s'est éloigné de Saint-Ronan.
- Maria Digges, 14 ans, douce et communicative. Une gaieté un peu folle. Une simplicité partie réelle, partie affectée. Elle parle trop, et trop haut, selon lady Penelope. Elle dit notamment : « Ne vous inquiétez pas de maman. Personne ne s'occupe de maman, ni papa, ni personne[27]. »
- John Pirner, vieux tisserand, mais, de fait, braconnier. Chasse et pêche depuis trente ans dans les marais.
- Peggy Blower, née Brice, vieille « grosse veuve boursouflée » (selon lady Penelope) de John Blower, riche négociant de North-Leith. Une large figure, brillante de bonté d'âme et de satisfaction. Un prosaïsme qui fait tache dans la société affectée des eaux de Saint-Ronan.
- Jack Wolverine, joueur de moindre force que Mowbray. Il confie à celui-ci qu'il bat régulièrement Etherington, qui ne serait qu'« oison facile à plumer ». Ce qui est totalement faux, et dicté par Etherington.
- Tam Turnpenny, vieux banquier de Marchtorn, fidéicommissaire pour Clara.
- Peregrine S. Touchwood, dit « le nabab », négociant londonien. Plus de 60 ans, « jaune comme un coing ». Dit avoir fait deux fois le tour du monde. Comme bien des voyageurs, il a « une légère disposition à exagérer ses aventures et à faire sonner bien haut ses exploits[28] ». Aime assez qu'on le regarde avec étonnement. La taille droite. Vigoureux, souple et actif. Un caractère ardent. Fougueux. Emporté, colérique. Fait d'un rien une affaire d'importance. Opiniâtre, « plus endurant que ne le pourraient être les dix docteurs les plus stupides[29] ». Bon vivant. Brouillon. Une immense activité. Des caprices et des fantaisies sans fin, à l'auberge de Meg. Infatigablement bizarre et exigeant sur les sauces au curry et les soupes dites Mulligatawny (en), sur la manière employée par les Arabes pour soigner les chevaux, sur l'angle d'inclinaison de son lit (dix-huit pouces d'élévation des pieds à l'oreiller), sur le brossage de ses habits, sur le rangement de ses meubles — tout en affectant, dans la conversation, de mépriser ces détails. Un excellent naturel, mais une excellente opinion de lui-même. Regarde de haut ceux qui n'ont ni vu ni enduré tout ce qu'il a vu et enduré lui-même. Convaincu de la supériorité de son jugement. Une « confiance imperturbable en sa prudence et sa dextérité », qui fait qu'il veut que tout marche à sa volonté. Estimant ses avis et son secours indispensables à tout un chacun, il ne cesse de se mêler des affaires des autres. Aussi a-t-il failli recevoir la bastonnade à Smyrne pour avoir donné des avis au cadi, qui ne lui en demandait pas. Aspire à exercer un empire universel dans le vieux village de Saint-Ronan : le fumier qui croupit de toute éternité sur le grand chemin, devant les maisons, doit désormais être stocké derrière celles-ci, etc. Donne sans cesse des ordres, mais sait faire preuve de générosité. De son nom de naissance, il s'appelle Peregrine Scrogie, et il est le fils du vieux Ronald Scrogie, dit Reginald S. Mowbray, le grand-oncle des deux demi-frères. Celui-ci l'avait déshérité pour avoir gardé son nom de Scrogie, pour mépriser le faste et l'orgueil, pour n'avoir aucun goût pour une noblesse imaginaire, pour aimer mieux « gagner de l'argent en honnête négociant que d'en dépenser sottement en gentilhomme oisif », pour avoir « les qualités nécessaires pour doubler sa fortune, au lieu de celles qu'il lui aurait fallu pour la dissiper[30] ». Il trouva refuge chez Touchwood, un négociant, ancien associé de son grand-père. Ayant retourné le valet de confiance de Valentin Bulmer, il peut déjouer tous les plans de celui-ci. Par exemple, apprenant que Bulmer va revenir à Saint-Ronan, il s'empresse d'en prévenir de façon anonyme Frank, pour l'y faire accourir. Il réunit ainsi tous les personnages du drame, prenant grand plaisir à tirer les ficelles. Comme la plupart des politiques subalternes, il a du goût pour les voies détournées, il met du mystère et de l'intrigue dans des affaires qu'il vaudrait mieux conduire avec franchise. En voulant faire le bien, il se trompe sur le choix des moyens : soucieux d'apparaître en deus ex machina, il diffère trop longtemps d'informer Mowbray. Il porte donc une responsabilité dans la fugue de Clara, à qui le prolongement du malentendu va être fatal.
- Le jardinier du révérend Cargill. Cette qualité désigne habituellement un homme qui ne fait qu'à moitié sa besogne. Mais celui-ci ne fait absolument rien.
- Eppie, domestique du révérend Cargill. Des jambes nues, de gros bras rouges, une figure rébarbative, un ton aigre.
- Harry Jekyl, jeune capitaine des gardes de Sa Majesté, « un de ces gens du bon ton, lui dit Touchwood, que nous payons pour polir les trottoirs de Bond Street, et qui regardent une épaisse semelle de soulier et une paire de bas de laine comme si celui qui porte cette chaussure n'était pas un de ceux qui les paient[31] ». Un goût décidé pour le syllabub. Ami sincère de lord Etherington, il est son agent et son confident, sa créature. Joueur, comme lui, mais moins habile. Il lui doit beaucoup : Etherington l'a relevé quand il était dans la plus noire difficulté. Un air de supériorité et d'aisance qui annonce une personne de la haute classe. Méprisant, beaucoup de prétention. De la bravoure. Un sang-froid imperturbable : seul Touchwood réussit à le faire sortir de ses gonds. Au jeu, Etherington lui reproche pourtant de ne pas réussir à dissimuler suffisamment ses émotions. A mangé son patrimoine jusqu'au dernier shilling. Bien que sa vie ait été marquée « par toutes les folies et les vices du beau monde », son cœur n'est pas totalement endurci. Frank le perçoit comme un homme franc et loyal. Honnête, doté du sens de l'honneur, il est plus scrupuleux qu'Etherington. Il est épouvanté par la haine (à l'égard de Frank) qui sourd de chaque ligne des lettres de son ami. Il lui demande de déraciner « cette haine impie » de son cœur. Il ne peut concevoir un duel entre proches parents, et il met comme condition à sa médiation qu'Etherington renonce à envisager toute voie de fait contre son demi-frère. Quand il y voit un peu plus clair dans l'affaire à laquelle il se trouve mêlé, il se surprend à regretter d'avoir tant d'obligations envers Etherington, « ou de ne pouvoir trouver sa cause meilleure, et du moins son ami lui-même plus digne de ses services[32] ».
- Solmes, valet de chambre et homme de confiance d'Etherington-Bulmer. Teint jaune, œil noir, démarche lente. Avare de paroles. Un air grave, civil et réfléchi. Humble, zélé, discret. Politique, extrêmement prudent. Aucun scrupule. Aussi diable que le diable lui-même. Témoin, avec Hannah Irvin, du mariage secret de Bulmer et de Clara. Mais il s'accorda un jour un mandat de cent livres sur la maison Touchwood en imitant la signature du vieil Etherington. La supercherie fut découverte, et Peregrine Touchwood le sauva de la potence en le mettant à son service.
- Sowerbrowst, marchand de drèche. Homme agréable, sensé, sur un bon pied dans le monde. Le docteur Quackleben l'a guéri de sa dyspepsie. Il s'en repent, croyant voir en lui un rival dans la conquête de mistress Blower.
- Anne Heggie, jeune miséreuse, mère de deux enfants, apparemment sans être mariée. Ce qui, selon lady Penelope, n'en fait pas un objet convenable de charité. Elle est en réalité Hannah Irwin, cousine de Clara, et témoin sept ans plus tôt, avec Solmes, du mariage secret. D'une caste inférieure à celle de Clara. Plus âgée qu'elle. Orgueilleuse, élégante, artificieuse. Incite Clara à lire des romans. Séduite par Bulmer, qui l'asservit bientôt à ses noirs desseins. Envieuse de sa bienfaitrice, elle n'est que trop disposée à détruire en Clara la vertu qu'elle-même a perdue. Mourante, elle est à présent livrée au repentir.
- Saunders Jaup, vieux presbytérien de quelque importance possédant une petite propriété dans l'ancien village de Saint-Ronan. Ne devant rien à personne, il ne se soucie de personne. Devant sa porte, une nauséabonde fosse à purin que même Peregrine Touchwood ne réussit pas à faire combler.
- Mistress Pott, épouse du libraire du nouveau village. Elle tient le bureau de la poste aux lettres. Jolie, bien mise, un ton d'affectation admirable.
- Une vieille femme à la charge de la paroisse. Elle héberge Anne Heggie. L'adversité a changé son cœur en pierre. Elle a conçu de la haine pour tout le genre humain.

### Personnages du passé
Les retours dans le temps sont nombreux dans ce roman, évoquant des personnages disparus ou perdus de vue…
| Scrogie, associé d'un Touchwood         | Scrogie, associé d'un Touchwood         | Scrogie, associé d'un Touchwood         | Scrogie, associé d'un Touchwood         | Scrogie, associé d'un Touchwood         | Scrogie, associé d'un Touchwood         |  |  | Épouse Scrogie, née Mowbray | Épouse Scrogie, née Mowbray | Épouse Scrogie, née Mowbray | Épouse Scrogie, née Mowbray | Épouse Scrogie, née Mowbray | Épouse Scrogie, née Mowbray |                        |                        |                                    |                                    |                                    |                                    |                                        |                                        |                                        |                                        |                                        |                                        |                     |                     |             |             |
| Scrogie, associé d'un Touchwood         | Scrogie, associé d'un Touchwood         | Scrogie, associé d'un Touchwood         | Scrogie, associé d'un Touchwood         | Scrogie, associé d'un Touchwood         | Scrogie, associé d'un Touchwood         |  |  | Épouse Scrogie, née Mowbray | Épouse Scrogie, née Mowbray | Épouse Scrogie, née Mowbray | Épouse Scrogie, née Mowbray | Épouse Scrogie, née Mowbray | Épouse Scrogie, née Mowbray |                        |                        |                                    |                                    |                                    |                                    |                                        |                                        |                                        |                                        |                                        |                                        |                     |                     |             |             |
|                                         |                                         |                                         |                                         |                                         |                                         |  |  |                             |                             |                             |                             |                             |                             |                        |                        |                                    |                                    |                                    |                                    |                                        |                                        |                                        |                                        |                                        |                                        |                     |                     |             |             |
|                                         |                                         |                                         |                                         |                                         |                                         |  |  |                             |                             |                             |                             |                             |                             |                        |                        |                                    |                                    |                                    |                                    |                                        |                                        |                                        |                                        |                                        |                                        |                     |                     |             |             |
| Ronald Scrogie, dit Reginald S. Mowbray | Ronald Scrogie, dit Reginald S. Mowbray | Ronald Scrogie, dit Reginald S. Mowbray | Ronald Scrogie, dit Reginald S. Mowbray | Ronald Scrogie, dit Reginald S. Mowbray | Ronald Scrogie, dit Reginald S. Mowbray |  |  |                             |                             | La sœur de Ronald           | La sœur de Ronald           | La sœur de Ronald           | La sœur de Ronald           | La sœur de Ronald      | La sœur de Ronald      |                                    |                                    |                                    |                                    |                                        |                                        | Lord Etherington IV                    | Lord Etherington IV                    | Lord Etherington IV                    | Lord Etherington IV                    | Lord Etherington IV | Lord Etherington IV |             |             |
| Ronald Scrogie, dit Reginald S. Mowbray | Ronald Scrogie, dit Reginald S. Mowbray | Ronald Scrogie, dit Reginald S. Mowbray | Ronald Scrogie, dit Reginald S. Mowbray | Ronald Scrogie, dit Reginald S. Mowbray | Ronald Scrogie, dit Reginald S. Mowbray |  |  |                             |                             | La sœur de Ronald           | La sœur de Ronald           | La sœur de Ronald           | La sœur de Ronald           | La sœur de Ronald      | La sœur de Ronald      |                                    |                                    |                                    |                                    |                                        |                                        | Lord Etherington IV                    | Lord Etherington IV                    | Lord Etherington IV                    | Lord Etherington IV                    | Lord Etherington IV | Lord Etherington IV |             |             |
|                                         |                                         |                                         |                                         |                                         |                                         |  |  |                             |                             |                             |                             |                             |                             |                        |                        |                                    |                                    |                                    |                                    |                                        |                                        |                                        |                                        |                                        |                                        |                     |                     |             |             |
| Peregrine S. Touchwood                  | Peregrine S. Touchwood                  | Peregrine S. Touchwood                  | Peregrine S. Touchwood                  | Peregrine S. Touchwood                  | Peregrine S. Touchwood                  |  |  | Marie de Martigny           | Marie de Martigny           | Marie de Martigny           | Marie de Martigny           | Marie de Martigny           | Marie de Martigny           |                        |                        | Francis Tyrrel, lord Etherington V | Francis Tyrrel, lord Etherington V | Francis Tyrrel, lord Etherington V | Francis Tyrrel, lord Etherington V | Francis Tyrrel, lord Etherington V     | Francis Tyrrel, lord Etherington V     |                                        |                                        | Anne Bulmer                            | Anne Bulmer                            | Anne Bulmer         | Anne Bulmer         | Anne Bulmer | Anne Bulmer |
| Peregrine S. Touchwood                  | Peregrine S. Touchwood                  | Peregrine S. Touchwood                  | Peregrine S. Touchwood                  | Peregrine S. Touchwood                  | Peregrine S. Touchwood                  |  |  | Marie de Martigny           | Marie de Martigny           | Marie de Martigny           | Marie de Martigny           | Marie de Martigny           | Marie de Martigny           |                        |                        | Francis Tyrrel, lord Etherington V | Francis Tyrrel, lord Etherington V | Francis Tyrrel, lord Etherington V | Francis Tyrrel, lord Etherington V | Francis Tyrrel, lord Etherington V     | Francis Tyrrel, lord Etherington V     |                                        |                                        | Anne Bulmer                            | Anne Bulmer                            | Anne Bulmer         | Anne Bulmer         | Anne Bulmer | Anne Bulmer |
|                                         |                                         |                                         |                                         |                                         |                                         |  |  |                             |                             |                             |                             |                             |                             |                        |                        |                                    |                                    |                                    |                                    |                                        |                                        |                                        |                                        |                                        |                                        |                     |                     |             |             |
|                                         |                                         |                                         |                                         |                                         |                                         |  |  |                             |                             |                             |                             | Francis (Frank) Tyrrel      | Francis (Frank) Tyrrel      | Francis (Frank) Tyrrel | Francis (Frank) Tyrrel | Francis (Frank) Tyrrel             | Francis (Frank) Tyrrel             |                                    |                                    | Francis Tyrrel, devenu Valentin Bulmer | Francis Tyrrel, devenu Valentin Bulmer | Francis Tyrrel, devenu Valentin Bulmer | Francis Tyrrel, devenu Valentin Bulmer | Francis Tyrrel, devenu Valentin Bulmer | Francis Tyrrel, devenu Valentin Bulmer |                     |                     |             |             |

- Lord Bidmore. Passionné de beaux-arts. Juste et plein d'honneur.
- Auguste Bidmore, fils de lord Bidmore. Il a le jeune Josiah Cargill pour gouverneur. Enfant gâté. Un bon caractère, une santé faible, des dispositions très ordinaires.
- Augusta Bidmore, sœur d'Auguste. Des connaissances dans la littérature italienne et espagnole, dans l'histoire ancienne et moderne, des talents dans le dessin et dans les sciences. Elle inspire à son jeune gouverneur, Josiah Cargill, une passion aveugle et sans espoir.
- Le vieux Mowbray, seigneur du domaine « plus pittoresque que considérable » de Saint-Ronan, père de John et de Clara. Vieillard bourru et grondeur, cloué sur son fauteuil par la goutte.
- Ronald Scrogie, père de Peregrine Touchwood et grand-oncle de Frank Tyrrel et de Valentin Bulmer. Riche négociant d'origine écossaise, vivant en Angleterre. Sa sœur a épousé un noble anglais, le quatrième comte d'Etherington (ils sont les grands-parents des deux demi-frères). Original volontaire, absurde, obstiné, honteux de son nom, Scrogie décide d'en changer. Il prend celui de sa mère, née Mowbray, et s'achète une ascendance Mowbray de Saint-Ronan. Il se fait désormais appeler Reginald S. Mowbray. Ayant déshérité Peregrine, il lègue son domaine de Nettlewood non à son neveu Francis, cinquième comte d'Etherington, mais au fils de celui-ci qui viendrait à épouser une Mowbray, et par préférence une Mowbray de Saint-Ronan.
- Francis Tyrrel, cinquième comte d'Etherington. Fils de la sœur du vieux Ronald Scrogie. En relation d'affaires avec le fils de celui-ci, Peregrine S. Touchwood. Homme très bizarre, ni fou ni sage, le « cerveau un peu fêlé ». Trop de bon sens pour se jeter dans un puits, mais très capable dans un accès de fureur d'y jeter quelqu'un. Très bel homme. Une certaine expression de hauteur dans la physionomie, mais sait paraître très agréable. Plaît aux femmes. Il épouse en secret, en France, Marie de Martigny, dont il a un fils, Frank (Francis) Tyrrel. Puis il devient bigame en épousant publiquement en Angleterre Anne Bulmer. Il en a un second rejeton, du même nom que le premier, qu'il nomme plus tard Valentin Bulmer, et qu'il désigne comme son fils légitime et son héritier. Ce n'est que sur son lit de mort qu'il établit la légitimité de Frank.
- Marie de Martigny, orpheline française, première épouse du comte d'Etherington. Mère de Frank Tyrrel qui aurait été, selon la rumeur, conçu avant le mariage.
- Anne Bulmer, de Bulmer-Hall, Anglaise très richement dotée, seconde épouse du comte d'Etherington. Le couple vit en grande mésintelligence. Mère de Valentin Bulmer, qui hérite d'elle fortune et titre de lord Oakendale. Son franc-parler n'épargne pas la « catin » (Marie de Martigny) ni le « bâtard » (Frank).
- Biddulph, ami de Solmes. Chargé par Valentin Bulmer de conduire Hannah Irwin, témoin gênant, aux Indes occidentales. Solmes le fait passer pour riche aux yeux de la jeune fille. Biddulph épouse Hannah, lui prend son argent, la maltraite et la vend.
- Touchwood, associé du grand-père de Peregrine dans une grande maison connue sous la raison Touchwood, Scrogie et compagnie. Le goût et les dispositions du jeune Peregrine pour le négoce incitent le vieux Touchwood à lui donner son nom et une jolie somme d'argent.

## Les deux partis du nouveau village
Meg Dods ne cache pas son mépris pour les oisifs des eaux de Saint-Ronan : bande de fous et de fainéants, de flibustiers, de coquettes, de vauriens et de vagabonds… Peregrine Touchwood n'est pas en reste, qualifiant le nouveau village de pétaudière peuplée de joueurs et d'aigrefins, de « source véritable de la folie et de la fatuité », de « foire de vanités et de sottises ». Le petit monde dérisoire du nouveau village se partage en deux factions…
- Lady Penelope parade à la tête du parti des précieuses, ou « faction des bas-bleus », son « petit cercle », où l'on se considère comme des « esprits d'élite » et où l'on boit du thé (de piètre qualité, selon Touchwood) accompagné de gâteaux. On y compte lady Binks qui, bien que méprisant « l'esprit faux, les prétentions ridicules et les airs de protection » de lady Penelope, a besoin de son appui pour être considérée à Saint-Ronan. De son côté, lady Penelope estime que la manière splendide de vivre de lady Binks fait honneur à l'établissement thermal. Toutes deux se détestent donc sous un masque de civilité, se contentant de se décocher un sarcasme de temps à autre. Le président Winterblossom, le ministre Chatterly et le chansonnier Meredith penchent pour ce parti.
- John Mowbray s'oppose à tout propos à lady Penelope, qui n'a aucune considération pour lui. Il est à la tête du « club de Bordeaux », faction d'amateurs de vin, « ivrognes et tapageurs », qui manifestent peu de goût pour la littérature et les arts, et trouvent absurde d'utiliser l'eau chaude à autre chose qu'à faire du punch. Mowbray a pour allié sir Bingo. Le procureur Micklewham et le capitaine MacTurk penchent fortement pour ce parti.
- Le docteur Quackleben observe quant à lui une stricte neutralité.

## Accueil
Les lecteurs britanniques — les lecteurs écossais surtout — qui ont longtemps boudé Quentin Durward, adorent Les Eaux de Saint-Ronan. Ils apprécient sans doute la satire de la faune consternante qui végète dans une ville d'eaux.
Il s'agit peut-être du roman de Scott le plus défavorablement accueilli par la critique de l'époque, particulièrement par la critique anglaise. On reproche notamment à Scott de déserter l'Olympe du roman historique pour s'abaisser à un genre dont toutes sortes d'auteurs de moindre importance ont fait leur fonds de commerce. Et d'autres critiques de l'époque sont bien plus virulentes.
Balzac fait grand cas de ce livre. Stevenson le tient en estime. 
De nos jours, Henri Suhamy juge que « l'intrigue constitue un entassement d'invraisemblances exagérément mélodramatiques ». Il ne manque pas de déplorer « les incohérences et les obscurités » suscitées par le remaniement du livre. Il reconnaît en revanche que « jamais Scott n'a eu le trait aussi acéré, et n'a buriné une galerie de grotesques aussi typiques de la verve satirique du XIXe siècle ».
Pour Suhamy, Scott est « hanté par le thème du fratricide ». On retrouve en effet dans Les Eaux de Saint-Ronan le duel entre frères, déjà présent dans Le Pirate (1821). Suhamy se demande si l'écrivain n'évoquerait pas à travers ces livres des querelles d'enfance avec ses frères, ou des querelles de son âge adulte. Stevenson mettra lui aussi en scène un duel entre frères dans Le Maître de Ballantrae (1889).

## Premières traductions
- Les Eaux de Saint-Ronan, Paris, Gosselin, Ladvocat, 1824, 4 vol. in-12. Le nom du traducteur ne figure pas. Mais cette traduction est réimprimée deux ans plus tard. Elle porte alors le nom d'Auguste-Jean-Baptiste Defauconpret.
- Les Eaux de Saint-Ronan, Paris, Wincop, Delaunay, 1824, 4 vol. in-12. Selon Joseph-Marie Quérard, la traduction est de Fanny Angel Collet[39].
- Les Eaux de Saint-Ronan, dans Œuvres de Walter Scott, t. V, Paris, Firmin-Didot, 1840. Traduction d'Albert Montémont[40].

Le livre n'a pas été réédité en français depuis le XIXe siècle.

## Adaptation
Au mépris des droits que s'était réservés Scott, le roman fait l'objet d'une adaptation théâtrale. Elle rencontre un grand succès à Édimbourg.